# Nina Iwanowna Ruslanowa
Nina Iwanowna Ruslanowa (russisch Нина Ивановна Русланова; * 5. Dezember 1945 in Bohoduchiw, Ukrainische SSR; † 21. November 2021 in Moskau) war eine sowjetische bzw. russische Theater- und Film-Schauspielerin.

## Biografie

### Herkunft und Kindheit
Nina Ruslanowa wuchs in der Nachkriegszeit in fünf verschiedenen Waisenhäusern in Charkiw auf. Ihre Herkunft ist unklar, sie wurde im Dezember 1945 elternlos aufgefunden und in eine Einrichtung gebracht. Ihr damaliges Alter lag unterschiedlichen Angaben zufolge bei zwei oder acht Monaten. Das Geburtsdatum gab sie sich in Anlehnung an den Jahrestag der Sowjetischen Verfassung von 1936, den Namen legten ihre Lehrer fest. Ruslanowa war eine Anspielung auf Lidija Ruslanowa, da das Mädchen gern und sehr gut sang, Iwanowna wurde aufgrund der Geläufigkeit gewählt. Der Vorname ging auf die Vermutung, sie sei deutscher Herkunft, zurück. Ruslanowa hatte nach Angaben ihrer Tochter oft Streit mit anderen Kindern und besuchte die Stätten ihrer ersten Jahre später nie mehr. 

### Ausbildung und Laufbahn
Nach dem Schulabschluss 1960 arbeitete die spätere Darstellerin zunächst als Stuckateurin, besuchte jedoch ab 1963 das Theaterinstitut von Charkiw. Nach zwei Jahren wechselte sie auf Anraten eines Freundes an die Schtschukin-Theaterhochschule, wo Wera Konstantinowna Lwowa und deren Ehemann Leonid Moisejewitsch Schichmatow ihre Lehrer waren. Zu den Kommilitonen der jungen Frau gehörten bekannte Namen wie Leonid Alexejewitsch Filatow, Boris Sergejewitsch Galkin, Wladimir Andrejewitsch Katschan, Iwan Wladimirowitsch Dychowitschny, Konstantin Raikin, Jan Maiorowitsch Arlasorow, Jola Iwanowna Sanko, Irina Iwanonwna Djomina und Alexander Kaidanowski. Mit letzterem, der ebenfalls in einem Waisenhaus aufwuchs, verband sie eine lebenslange Freundschaft. Während der Ausbildung arbeitete Ruslanowa außerdem als Reinigungskraft in einer Klinik und führte neben dem Schauspielunterricht auch regelmäßig Sprachübungen durch, um sich ihren starken ukrainischen Akzent abzugewöhnen. Nach dem Ende des Studiums erhielt sie Angebote von mehreren Häusern, entschied sich aber letztlich für das Wachtangow-Theater und trat dort von 1969 bis 1985 auf. Bereits in ihrem Debütjahr gab sie die Margarete von Anjou in Richard III. Von 1982 bis 1983 war Ruslanowa nebenbei auch am „Sfera“-Theater zu sehen. Auftritten am Majakowski-Theater folgte 1987 ein Engagement beim Theater „Ruben Simonow“, das bis 2008 währte. Von 2000 bis 2003 trat sie parallel auch am Moskauer Theater „Igroki“ und danach auf verschiedenen anderen Bühnen auf.
Ihr Filmdebüt hatte Ruslanowa im 1968 erschienenen Revolutionskurzfilm Возвращение (Woswraschtschenije), unmittelbar darauf folgte die Hauptrolle in Kira Muratowas Kurze Begegnungen (1968). Bis 2015 trat sie in über 160 Filmen und TV-Produktionen auf und war mehr als 30 mal als Hauptdarstellerin zu sehen. Die blonde Mimin arbeitete für bekannte Studios wie Mosfilm, Lenfilm, das Gorki-Studio und die DEFA, sie galt als Lieblingsdarstellerin von Muratowa und Alexei German. Auch das Ende der Sowjetunion tat ihrer Laufbahn keinen Abbruch. Seit Mitte der 1970er Jahre sprach Ruslanowa außerdem Rollen in mehreren Animationsfilmen, für Nina Nikolajewna Usatowa in Куда исчез Фоменко? (Kuda istsches Fomenko?, 1981) sowie in der russischsprachigen Fassung des polnischen Kriegsfilms Pastorale heroica (1983) für Teresa Lipowska. Darüber hinaus war sie in diversen Dokumentarfilmen zu sehen, z. B. in Нина Русланова. Гвоздь программы (Nina Ruslanowa. Gwosd programmy, 2015). Viele ihrer Werke liefen auch im deutschsprachigen Raum an, synchronisiert wurde sie u. a. von Barbara Trommer und Barbara Adolph.

### Gesundheitliche Probleme und letzte Jahre
Ruslanowa hatte einen angeborenen Herzfehler und kämpfte insbesondere in ihren letzten Lebensjahren mit gesundheitlichen Problemen. Im Februar 2009 erlitt sie einen Herzinfarkt und hatte danach aufgrund mangelhafter Hirndurchblutung Sprachstörungen, sodass andere Darstellerinnen ihre Rollen synchronisieren mussten. Im Jahr 2010 ließ sie sich eine künstliche Mitralklappe einsetzen. 2014 war ihr Sprechvermögen wieder hergestellt, sie erlitt aber im November besagten Jahres infolge des Prozesses gegen den Fernsehjournalisten Nikolai Simenkow einen Schlaganfall. Im August 2015 musste sich Ruslanowa wegen einer Hüftfraktur operieren lassen, die sie sich bereits zwei Jahre zuvor zugezogen hatte. Die Beeinträchtigung ihrer beruflichen Tätigkeit belastete sie zusätzlich mental. Zehn Tage vor ihrem Tod wurde sie wegen schwerer Atembeschwerden ins Krankenhaus gebracht und erlitt dort nach Angaben ihrer Tochter einen weiteren Herzinfarkt. Nach anfänglichem Bronchitisverdacht wurde bei ihr COVID-19 diagnostiziert. Sie starb am 21. November 2021 in der Klinik, und wurde drei Tage später auf dem Friedhof Trojekurowo beigesetzt.
Aufgrund ihrer Todesumstände prüfte die Staatsanwaltschaft eine Anzeige gegen das Krankenhaus.

## Ehrungen
Am 17. November 1982 wurde ihr der Titel Verdiente Künstlerin der RSFSR verliehen. Dem folgte am 26. Januar 1998 die Ernennung zur Volkskünstlerin der Russischen Föderation.
Darüber hinaus war Ruslanowa Trägerin folgender Auszeichnungen:
- 1986: Staatspreis der RSFSR (für den Film Mein Freund Iwan Lapschin)
- 1987: Nika (für die Filme Kurze Begegnungen, … und morgen war Krieg und Zeichen des Unheils)
- 1988: Staatspreis der Belorussischen SSR (für den Film Zeichen des Unheils)
- 1988: Staatspreis der Ukrainischen SSR
- 1988: Dowschenko-Goldmedaille (für den Film Zeichen des Unheils)
- 1989: Nika (für den Film Смиренное кладбище [Smirennoje kladbischtsche])
- 2000: Tschaika (für das Theaterstück Путём взаимной переписки [Putjom wsaimnoi perepiski])
- 2004: Nika (für den Film Настройщик [Nastroischtschik])
- 2005: Goldene Adler (für den Film Настройщик [Nastroischtschik])
- 2010: Nika (für den Film Китайская бабушка [Kitaiskaja babuschka])
- Grand Prix der Académie française[10]

## Privatleben
Ruslanowa war zuerst mit Gennadi Rudakow verheiratet, den sie während ihrer Zeit an der Hochschule kennenlernte. Er studierte seinerzeit Physik und Mathematik an der Staatlichen Universität Moskau, wo die Schüler der Schtschutkin-Schule eine Aufführung gaben. Ein Jahr wurden beide getraut, die ablehnende Haltung ihrer Schwiegereltern belastete die Ehe jedoch. Trotz ärztlicher Ratschläge, aufgrund ihres schwachen Herzens nicht zu gebären, brachte Ruslanowa im Jahr 1976 eine Tochter namens Olesja zur Welt. Diese schauspielerte zeitweise auch und arbeitete später als Anwältin. 2009 wurde Ruslanowas Enkel Konstantin geboren.
Die Darstellerin und ihr Ehemann ließen sich 1979 scheiden, führten danach aber noch einige Jahre eine Beziehung. Sie nannte später ihren Charakter als Grund für die Trennung. Anschließend war sie über 30 Jahre mit dem Toningenieur Rawkat Gabitow verheiratet. Da er beruflich an Sankt Petersburg gebunden war, lebten sie jedoch in getrennten Haushalten.
Ruslanowa wurde im Jahr 2014 von ihrem Nachbarn, dem Fernsehjournalisten Nikolai Simankow beschuldigt, seinen BMW beschädigt zu haben. Sie warf ihm daraufhin vor, er wolle sie aus ihrer Wohnung verdrängen. Ein Gericht in Presnenski wies die Klage letztlich ab.
Anfang 2019 wurde anhand einer DNA-Analyse festgestellt, dass drei in Perm lebende Frauen die älteren Schwestern der Darstellerin sind. Nach deren Angaben starb die Mutter kurz nach Ninas Geburt, sodass der Vater das Neugeborene ins Waisenhaus gab. Der Kontakt mit ihren Verwandten brach aber kurz nach dem Wiedersehen ab.

## Theaterarbeit (Auswahl)
- 1969: Der Bürger als Edelmann (Le Bourgeois gentilhomme) – von Molière
- 1976: Richard III. (The Tragedy of King Richard the Third) – von William Shakespeare
- 1997: Старинные русские водевили (Starinnyje russkije wodewili) – von Fjodor Alexejewitsch Koni
- 2000: Путём взаимной переписки (Putjom wsaimnoi perepiski) – von Wladimir Woinowitsch

## Filmografie (Auswahl)
- 1968: Kurze Begegnungen (Korotkije wstretschi)
- 1971/73: Тени исчезают в полдень (Teni istschesajut w polden) (Fernsehreihe)
- 1972: Пятый день осенней выставки (Pjaty den osennei wystawki) (Kurzfilm)
- 1973: До новых встреч! (Do nowych wstretsch!) (Bühnenaufzeichnung)
- 1973: Der furchtlose Ataman (Besstraschny ataman)
- 1973: Jegor Bulytschow und andere (Jegor Bulytschow i drugije)
- 1975: Laßt das mal Afonja machen (Afonja)
- 1978: Познавая белый свет (Posnowaja bely swet)
- 1978: Супруги Орловы (Suprugi Orlowy)
- 1980: Молодость, выпуск 3-й (Molodost, wypusk 3-i)
- 1980: Не стреляйте в белых лебедей (Ne streljaite w belych lebedei)
- 1981: Будьте моим мужем (Budte moim muschem)
- 1981: Элия Исаакович и Маргарита Прокофьевна (Elija Isaakowitsch i Margarita Prokofjewna) (Kurzfilm)
- 1981: Зал ожидания (Sal oschidanija) (Bühnenaufzeichnung)
- 1981: Zwei Zeilen, kleingedruckt (Dwe strotschki melkim schriftom)
- 1981: Куда он денется! (Kuda on denetsja)
- 1982: Берегите мужчин! (Beregite muschtschin!)
- 1983: Fünf Banditen werden gejagt (Naiti i obeswredit)
- 1984: Zum zweitenmal geboren (Dwaschdy poschdenny)
- 1985: Mein Freund Iwan Lapschin (Moi drug Iwan Lapschin)
- 1985: Winterkirschen (Simnjaja wischnja)
- 1985: Не ходите, девки, замуж (Ne chodite, dewki, samusch)
- 1986: Valentin und Valentina (Walentin i Walentina)
- 1986: Ein wundervoller Tag (Udiwitelnaja nachodka, ili samyje obyknowennyje tschudesa)
- 1987: Zeichen des Unheils (Snak bedy)
- 1987: … und morgen war Krieg (Sawtra byla woina)
- 1988: Im Morgengrauen (Na ischode notschi)
- 1988: Der schwarze Mönch (Tscherny monach)
- 1988: Хлеб - имя существительное (Chleb - imja suschtschestwitelnoje)
- 1988/2000: Фитиль (Fitil) (Fernsehserie, Folgen 316 und 419)
- 1989: Это было у моря (Eto bylo u morja)
- 1989/90: Мир в другом измерении - Фильм № 1 & 2 (Mir w drugom ismerenii – Film № 1 & 2)
- 1990: Afghan Breakdown (Afganski islom)
- 1991: Das verheißene Paradies (Nebesa obetowannyje)
- 1992: Господа артисты (Gospoda artisty)
- 1993: Ка-ка-ду (Ka-ka-du)
- 1994: Я свободен, я ничей (Ja swoboden, ja nitschei)
- 1998: Хрусталёв, машину! (Chrustaljow, maschinu)
- 2003: Дни ангела (Dni angela)
- 2004: Настроювач (Nastrojuwatsch)
- 2005: Der Erste nach Gott (Perwy posle Boga)
- 2005: Убойная сила-6 - Фильм №10: Контрольная закупка (Uboinaja sila-6 - Film №10: Kontrolnaja sakupka)
- 2007: Путейцы (Puteizy)
- 2007: Бiля рiки (Bilja riki)
- 2009: Китайская бабушка (Kitaiskaja babuschka)
- 2009: Участковая (Utschastkowaja) (Fernsehreihe)
- 2010: Путейцы-2 (Puteizy-2) (Fernsehreihe)
- 2011: Жила-была одна баба (Schila-byla odna baba)
- 2012: Путейцы-3 (Puteizy-3)
- 2012: Branded
- 2014: Fürst der Dämonen (Wi)